# Asiamericana
Asiamericana là một chi cá tuyệt chủng bị nghi ngờ được đặt tên dựa trên một cái răng duy nhất.